# مقاطعة براين (أوكلاهوما)
مقاطعة براين (بالإنجليزية: Bryan County)‏ هي إحدى مقاطعات ولاية أوكلاهوما في الولايات المتحدة الأمريكية.